# Sphenolobus striolatus
Sphenolobus striolatus là một loài rêu trong họ Anastrophyllaceae. Loài này được Horik. mô tả khoa học đầu tiên năm 1934.